# La Humada
La Humada é um município da província de La Pampa, na Argentina.